# Сжатая дидакна
Сжатая дидакна (лат. Didacna protracta) — вид солоноватоводных двустворчатых моллюсков семейства сердцевидок (Cardiidae). Раковина более или менее округлая неправильно-четырёхугольная, длиной до 40 мм, высотой до 27 мм, полностью беловатая. Эндемик Каспийского моря. Распространён в Среднем и Южном Каспии на глубинах 25—80 м, редко глубже.

## Описание
Раковина изменчивой формы, более или менее округлая неправильно-четырёхугольная, относительно толстостенная, умеренно выпуклая. Длина раковины до 40 мм, высота до 27 мм, выпуклость до 18 мм. Макушка слабо или сильно смещена к переднему краю или расположена по центру. Поверхность раковины покрыта 30—40 узкими плоскими радиальными рёбрами, разделёнными более узкими промежутками. Линии нарастания хорошо выражены и обычно скучнены у брюшного края, где могут быть ступенчатыми. Килевой перегиб развит в различной степени, но не острый. Окраска полностью беловатая. Периостракум тонкий, бледно-желтовато-серый.
Схожий ископаемый вид Didacna catillus имеет более неравностороннюю и в среднем более выпуклую раковину, закилевое поле которой более широкое, а линии нарастания не столь выражены и скучнены как у D. protracta.

## Распространие и экология
Эндемик Каспийского моря. Распространён в Среднем и Южном Каспии на глубинах 25—80 м, редко глубже. Не встречается в водах с солёностью менее 5 ‰.
Природоохранный статус вида не установлен. В исследованиях 2000-х и 2010-х годов живых экземпляров обнаружено не было, но были найдены свежие раковины на побережье моря.

## Происхождение
В ископаемом состоянии данный вид известен из отложений позднего плейстоцена (хвалынский горизонт; Прикаспийская низменность, низовья реки Урал, полуостров Мангышлак) и голоцена (новокаспийский горизонт). Какой из ископаемых представителей рода является предковой формой D. protracta остаётся неизвестным.

## Таксономия
Вид был описан российским естествоиспытателем Эдуардом Ивановичем Эйхвальдом в 1841 году под названием Adacna protracta по ископаемым раковинам, найденным в пустынной местности в окрестностях озера Эльтон в Прикаспийской низменности. Типовые экземпляры утеряны. Л. А. Невесская (2007) в качестве неотипа выделила экземпляр, найденный в нижнехвалынском подгоризонте в Северном Прикаспии и хранящийся в Палеонтологическом институте имени А. А. Борисяка Российской академии наук (ПИН РАН).
В 1829 году Эйхвальд описал вид Cardium protractum. П. В. Кияшко (2013) предполагал, что этот вид идентичен Adacna protracta, однако типовым местонахождением C. protractum («Hab. calcem Poczaiowensem»), по всей видимости, является село Старый Почаев в Украине. Таким образом, C. protractum и A. protracta, вероятно, являются разными видами.
В 1910 году Н. И. Андрусов описал несколько вариететов Didacna protracta. Логвиненко и Старобогатов (1968) выделяли два подвида данного вида: D. p. protracta, обитающий на глубинах 25—50 м, и D. p. submedia, распространённый на глубинах 50—85 м. Во второй подвид были объединены описанные Андрусовым вариететы submedia, media и grimmi, отличающиеся от типичной формы более крупными створками с более выступающими макушками, прямым или слабо вогнутым брюшным краем, менее выраженными рёбрами и резкими линиями роста. П. В. Кияшко (2013) считал нецелесообразным выделять эти подвиды, так как различия между ними проявляются только у взрослых особей и, вероятно, связаны с изменением темпов роста в зависимости от условий среды и возраста.
Л. А. Невесская (2007) описала два ископаемых подвида: D. p. raricostata из отложений побережья Мангышлака (новокаспийский горизонт) и D. p. mangyschlakensis из отложений Мангышлака и реки Урал (хвалынский горизонт). Первый подвид отличается от номинативного меньшим макушечным углом и меньшим числом рёбер, а второй — более крупными и менее равносторонними створками. Голотипы обоих подвидов хранятся в ПИН РАН. Согласно базе данных MolluscaBase название D. p. raricostata является младшим омонимом Didacna raricostata, а D. p. mangyschlakensis — младшим омонимом Didacna subcrassa mangyschlakensis.